# José María Guido
Pour les articles homonymes, voir Guido.
José María Guido (né à Buenos Aires, le 29 août 1910 - mort à Buenos Aires, le 13 juin 1975) est un avocat et homme politique argentin, président de l'Argentine de mars 1962 à octobre 1963. Il est nommé au sommet du pouvoir exécutif et législatif après le coup d’État militaire du 29 mars 1962 qui chassa le président Arturo Frondizi du pouvoir.

## Biographie
En mars 1963, président du Sénat et sénateur du Río Negro, Guido devient président de la Nation après le coup d'État qui renverse 
Arturo Frondizi, grâce à la loi 252 (dite Loi sur l'acéphalie du pouvoir exécutif), afin qu'un militaire n'exerce cette charge. Son mandat de facto dura du 29 mars 1962 au 12 octobre 1963.

## Coup d'État militaire du 29 mars 1962
Le coup d'État militaire du 29 mars 1962 eut des éléments tragicomiques, à la suite desquels, après des tractations, ce fut un civil, et non un militaire, qui fut nommé chef de l'État.
Frondizi continua de soutenir jusqu'à la fin de son mandat des insurrections militaires, et imposa Álvaro Alsogaray comme ministre de l'Économie. Le 29 mars 1962, le coup d'État, dirigé par le général Raúl Poggi, l'amiral Agustín Penas et le brigadier général Cayo Alsina le chassa du pouvoir.
Le président Frondizi fut détenu par des militaires sur l'île Martín García, et refusa d'abdiquer («no me suicidaré, no renunciaré y no me iré del país»). Cela provoqua d'interminables mouvements de foules dans le pays. Le matin du 30 mars, le général Raúl Poggi, chef de l'insurrection victorieuse, marcha sur la Casa Rosada afin de se proclamer chef du gouvernement, mais appris que les journalistes avaient relaté l'information selon laquelle un civil, José María Guido, avait déjà été nommé président par la Cour suprême.
Guido était un radical intransigeant, qui avait présidé de manière provisoire le Sénat, parce que le vice-président Alejandro Gómez avait renoncé à son poste. Par une habile manœuvre du ministre de la Justice, Julio Oyhanarte, il fut nommé, comme le prévoyait la Constitution en cas d'acéphalie (vacance du pouvoir), président. Cela était conforme à la Loi 252 du 19 septembre 1868, amendée par la loi 20972 promulguée le 21 juillet 1975. 
Les militaires mirent un terme à leur insurrection et acceptèrent la situation de fait. Ils convoquèrent Guido à la Casa Rosada afin de le confirmer comme président, et pour le contraindre à exécuter les demandes des forces armées, notamment d'annuler les élections qui avaient vu les péronistes gagner. Guido accepta les demandes des militaires et fut nommé Président.
Guido accomplit les ordres de militaires. Le lendemain, le Congrès annula les élections du 18 mars 1962, et intervint dans toutes les provinces pour annonce la dissolution. Ainsi, Guido put assumer les pouvoirs exécutifs et législatifs du pays, sous la supervision des forces armées, qui se réservaient le droit de le chasser du pouvoir. 

## Le gouvernement Guido
Guido choisit des ministres d'orientation libérale, comme Frederico Pinedo, et José Alfredo Martínez de Hoz.
En juillet 1962, il édicta un Statut des Partis Politiques afin de refuser la reconnaissance du péronisme. Il émit aussi un décret prohibant l'action néfaste du communisme.
Il dévalua le peso, réduit les dépenses publiques, et négocia un nouvel accord avec le Fonds monétaire international. Il instaura un système de vote à la proportionnelle.

## Soulèvements militaires
Son bref mandat fut marqué par les affrontements entre factions militaires armées (les azules et les colorados). Son gouvernement survécut à plusieurs soulèvements armés.
Le 20 avril 1962, le chef de la garnison du Champ de Mars, Enrique Rauch, qui appartenait aux plus nacionalistes de l'armée, se souleva et exigea que le commandant en chef de l'armée, le général Raúl Alejandro Poggi, et le ministre Marino Carreras, quittent le gouvernement. Le 22 avril, Guido réussit à trouver un accord entre les parties, et les ministres durent se retirer. Le poste de ministre de l'Armée déchut au général de brigade Juan Bautista Loza.

## Les nouvelles élections
En 1963, Guido convoqua des élections présidentielles. Elles furent démocratiquement restreintes, car le péronisme était interdit. Arturo Umberto Illia, de la Unión Cívica Radical del Pueblo (UCRP), fut élu, et prit le pouvoir le 12 octobre 1963. L'élection fut marquée par un fort nombre de voteurs blancs, que les partisans de Peron utilisèrent afin de protester contre le système.
Le président Illia fut lui aussi chassé du pouvoir par un coup militaire le 28 juin 1966.

## Décès
José Maria Guido décéda le 13 juin 1975. Ses restes furent déposés au Cementerio de la Recoleta (Cimetière de la Recoleta). Une rue de la ville de Viedma reçut son nom en hommage.
Sa femme est morte à 77 ans en 1998.